# Fury 325
Fury 325 es una montaña rusa de acero localizada en el parque de atracciones Carowinds en Charlotte, Estados Unidos. Fabricada por Bolliger & Mabillard, abrió al público el 28 de marzo de 2015. Cuenta con un recorrido de 2012 metros de largo que alcanza una altura máxima de 99 metros, lo que la convierte en la quinta montaña rusa de acero más alta del mundo y la más alta en general entre las que utilizan una colina de elevación de cadena tradicional. Los pasajeros experimentan velocidades de hasta 153 km/h, recorriendo curvas de alta velocidad y pasando por encima y por debajo de la entrada principal del parque. Fury 325 también ha sido votada como la mejor montaña rusa de acero del mundo en los Golden Ticket Awards de Amusement Today durante cuatro años consecutivos, comenzando en 2016, lo que puso fin a la racha de seis años consecutivos de Millennium Force.
- Datos: Q18150522
- Multimedia: Fury 325 / Q18150522